# Festival dalmatinskih klapa – Omiš 1974.
Festival dalmatinskih klapa Omiš 1974. bila je glazbena manifestacija klapskog pjevanja u Omišu u Hrvatskoj. Festival se održao 13., 14. i 20. srpnja 1974. godine.
Poredak nakon večeri:

## Vanjske poveznice
- Službene stranice